# Hampton Roads
Hampton Roads – obszerny akwen będący rozwinięciem estuarium rzeki Jamesa, do którego uchodzą także rzeki Elizabeth, Nansemond, Warwick i liczne pomniejsze cieki wodne tuż przed ujściem do zatoki Chesapeake otwierającej się w tym miejscu na Atlantyk. Nazwą tą obejmuje się zarówno sam zbiornik wodny, jak i cały, gęsto zaludniony region. 
Hampton Roads, nazywane powszechnie „portem” lub „zatoką”, są w rzeczywistości wielkim, niezamarzającym przez okrągły rok kotwicowiskiem, gdzie powstały największe miasta regionu z Norfolk, Virginia Beach, Hampton i Newport News. Ze względu na sprzyjające warunki wybrzeża Hampton Roads wykorzystywane są przez porty i stocznie US Navy. Mieszczą się tu także bazy lotnictwa i wojsk lądowych oraz NASA.
Tereny wokół Hampton Roads wykorzystywane były od zarania kolonizacji angielskiej w Ameryce. Niedaleko stąd, nad brzegiem rzeki Jamesa, powstała w roku 1607 pierwsza stała osada angielska Jamestown, tu też powstawały zaczątki przemysłu stoczniowego i żeglugi, a w latach amerykańskiej wojny rewolucyjnej i wojny secesyjnej toczyły się najzaciętsze boje na lądzie i morzu. 8–9 marca 1862 rozegrała się tam bitwa w zatoce Hampton Roads, będąca pierwszym starciem okrętów pancernych w historii.